# 国鉄トキ80000形貨車
国鉄トキ80000形貨車（こくてつトキ80000がたかしゃ）は、かつて日本国有鉄道（国鉄）に在籍した無蓋貨車である。日本板硝子所有の私有貨車であった。

## 概要
1973年（昭和48年）に、日本車輌製造で2両（トキ80000, トキ80001）が製作された、40トン積み物資別適合輸送用（大板ガラス専用）二軸ボギー無蓋車である。
従来、大板ガラス輸送用の物資別適合貨車としては、国鉄所有のトキ22000形が使用されていたが、トキ15000形の改造車であり、積載可能な板ガラスの寸法に制限があったため、私有貨車として製造されたのが本形式である。床面に積荷を落とし込むための長さ10,100 mm、幅1,600 mm、深さ795 mm、床面積16.1 m2の低床部があり、その両側に積荷を支えるための支柱が12本立てられている。その関係で、台枠中梁は枕梁間が省略され、枕梁間の側梁は魚腹形として高さを増している。この構造は、落とし込み部に床がある以外は、落とし込み式の大物車と同様な構造であり、（狭義の）無蓋車としては非常に特異なものである。荷台の周囲にはトキ25000形と同形のあおり戸と妻板が設けられている。妻板の車端側にはデッキが設けられており、そこにブレーキ装置が置かれている。

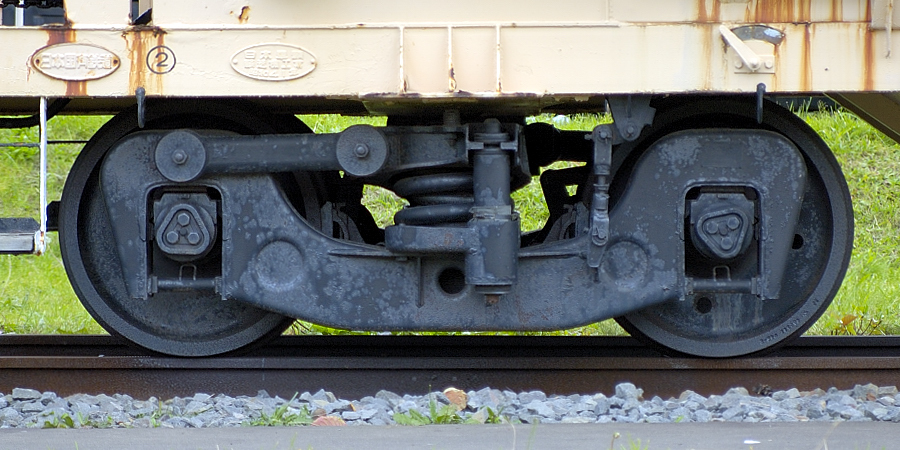
（参考）TR211形台車（ホキ2200形用）
（2007年10月小樽市総合博物館）

台車は、つなぎ梁式のTR211Dで、易損品輸送用にTR211の枕ばねとオイルダンパの定数を変更した本形式のみの専用品である。
荷台の内寸は長さ13,386 mm、幅2,450 mmである。その他の主要諸元は、全長19,100 mm、全幅2,720 mm、全高1,992 mm、台車中心間13,950 mm、自重23.5 tで、最高運転速度は75 km/hである。塗色は黒。
本形式は京葉臨海鉄道の椎津駅に常備され、同駅近隣に所在する千葉工場と、松尾寺駅近隣に所在する舞鶴工場、および四日市港駅近隣に所在する四日市工場、と日本板硝子が保有する3工場間での大型ガラス製品輸送用として運用された。
もっとも、連結器の緩衝装置がゴム式であり、大容量タイプであったものの能力不足で、操車場での入換の際にしばしば積荷の破損事故を起こした。晩年は、積荷の全損事故を起こしたことにより使用が停止され、郡山駅に長期間留置されたままになっていた。
本形式は、1984年（昭和59年）4月27日に全車が廃車となった。